# Ligne de Valognes Montebourg à Saint-Vaast et à Barfleur
La ligne de Valognes Montebourg à Saint-Vaast et à Barfleur est une ancienne ligne de chemin de fer française qui reliait entre elles les localités de Valognes, Montebourg à Barfleur en passant par Saint-Vaast-la-Hougue dans le département de la Manche. Elle permettait ainsi une traversée est-ouest du Nord Cotentin.

## Histoire

### Concession Debains et Dubus
En 1873, le préfet de Cherbourg met à l'adjudication trois chemins de fer d'intérêt local dont, une ligne à voie normale, embranchée sur la grande ligne de Paris à Cherbourg dans la gare de Valognes, se dirigeant vers le port de Barfleur qu'elle dessert. Une antenne débutant sur la voie secondaire dans la gare, à construire, de Saint-Martin-d'Audouville doit rejoindre la gare de Montebourg - Le Ham sur la grande ligne. L'adjudication a lieu le 28 février 1873, Ernest Debains et Frédéric Dubus y soumissionnent. La commission d'enquête est programmée pour une durée d'un mois entre le premier août et le premier septembre 1874.
En 1874, MM. Debains et Dubus renouvellent leur demande de concession en proposant « un tracé dit de bifurcation partant de Valognes et du Ham avec point de jonction à la rue Combrière ». Ces promoteurs insistent sur le fait qu'ayant montré leur motivation, ils ont obtenu le droit de passer par un accord évitant une nouvelle mise en concession. L'administration, sans admettre un « droit de préférence », estime que l'échec de la précédente adjudication et les difficultés à prévoir pour une nouvelle, oriente les échanges vers une « négociation à l'amiable ». La commission des chemins de fer du Conseil général obtient du Conseil général l'autorisation de négocier au mieux de ses intérêts avec Debains et Dubus.
Le 14 août 1877, un décret du Président de la République déclare d'utilité publique « l'établissement d'un chemin de fer d'intérêt local, dirigé de la station de Valognes (ligne de Paris à Cherbourg) vers Barfleur, par ou près Saint-Vaast-la-Hougue et Vaudreville, avec embranchement de Vaudreville à la gare de Montebourg-le-Ham sur ladite ligne de Paris à Cherbourg, passant par ou près le village de Montebourg ».
Lors de sa première session de 1880, le conseil général est amené à faire un point sur l'avancement des tracés de la ligne « de Valognes-Montebourg à Barfleur par Saint-Vaast » qui est divisée en trois sections. Pour la première du Ham à Saint-Vaast, il a, entre les deux extrémités, six stations de prévues à « Montebourg, Saint-Martin-d'Audouville, Lestre, Aumeville-Lestre et Crasville, Morsalines et Quettehou ». Les emplacement ont été approuvés par un décret du préfet le 25 septembre 1879. Pour la deuxième section, entre Saint-Vaast et Barfleur le tracé a soulevé de nombreuses observations il n'est donc encore à l'étude mais il est déjà prévu qu'il y ait deux stations : Valcanville et Barfleur, et deux haltes à Réville et Montfarville, leurs emplacements sont à l'enquête. La troisième section, de Valognes à Vaudreville les tracés sont approuvés depuis le 9 septembre 1879.

### Concession CFD
La ligne Valognes - Saint-Vaast-la-Hougue - Barfleur, avec une antenne entre Saint-Martin-d'Audouville et Montebourg, est officiellement ouverte à l'exploitation le 20 avril 1886 par la Compagnie de chemins de fer départementaux (CFD).
En 1889, une instruction est en cours pour la création d'une halte entre Valognes et Saint-Martin-d'Andouville. Sont en concurrence deux propositions : l'une vient de la commune de Tamerville, au carrefour des Poiriers (PK 4,863), à laquelle s'associent celle d'Huberville et un propriétaire M. Levastois, ils proposent 16 275 fr sur une dépense prévue de 22 600 fr ; l'autre de la commune de Saint-Germain-de-Tournebut, au passage à niveau du chemin de Montebourg à Brissette (PK 6,832), la commune propose 4 800 fr sur une dépense prévue de 20 750 fr. La Compagnie préfère la première proposition et accepte de prendre à sa charge les dépenses d'exploitation.

### Affermage CFN
En 1926, le département de la Manche rachète cette ligne, ainsi que la ligne Barfleur - Cherbourg ouverte en 1911 par la Compagnie des chemins de fer de la Manche, et en confie l'exploitation à la Compagnie des chemins de fer normands (CFN).

## Caractéristiques

### Tracé

#### Généralités
Le tracé de la ligne, à voie unique et écartement normal, prend la forme d'un Y, avec deux branches qui prennent chacune leur origine dans une gare, de la compagnie de l'Ouest, Valognes et Montebourg. Ces deux branches se rejoignent à Saint-Martin-d'Audouville. La base de l'Y est également double, avec deux gares en impasse : Saint-Vaasst-la-Hougue, puis Barfleur qui est le terminus et également le point de jonction avec la ligne venant de Cherbourg. La longueur totale de cette ligne est de 44 km : 36 km entre l'embranchement de Valognes et Barfleur et 8 km entre l'embranchement de Montebourg et Saint-Martin-d'Audouville.

#### Branche de Valognes à St-Martin-d'Audouville
En gare de Valognes, la ligne dispose de voies, pour les trains de voyageurs, et d'un abri dans la cour de cette gare de la Compagnie de l'Ouest, ainsi qu'un embranchement sur le faisceau des voies utilisées pour le service des marchandises.
La ligne quitte la gare en direction du nord ouest puis, contourne la ville de Valognes par une courbe qui l'amène en direction du nord-est. Elle traverse de niveau le boulevard Félix Buhot (D 974) avant de rejoindre la gare de Valognes-Ville. À la sortie de la gare la ligne franchit la rue du Bourg neuf (D 87), s'incurve légèrement à gauche puis à droite, traverse la route de Saint-Pierre (D 24) puis immédiatement après la route de Poterie (D902), ensuite son tracé devient rectiligne en direction du nord-est. Peu avant la Ferme des landes, elle s'incurve sur la droite pour se diriger vers l'est, elle croise la D 115 au Carrefour Poirier où est établie la halte de Tamerville, elle passe à la halte Saint-Germain-de-Tournebut au croisement avec la route de Valognes (D 62) au lieu-dit La Queue. À partir de ce point, la ligne s'incurve en direction du sud-est puis suit une courbe sur la gauche pour s'embrancher avec la voie venant de Montebourg et croiser la (D 63) avant d'arriver en gare de Saint-Martin-d'Audouville.

#### Branche de Montebourg à St-Martin-d'Audouville
En gare de Montebourg, les installations sont semblables à celles de Valognes, la ligne dispose de voies, pour les trains de voyageurs, et d'un abri dans la cour de cette gare, ainsi qu'un embranchement sur le faisceau des voies utilisées pour le service des marchandises.

#### Tronc commun de St-Martin-d'Audouville à Barfleur
En quittant la gare de Saint-Martin-d'Audouville, la ligne effectue une série de trois courbes à droite et à gauche tout en restant sur un axe ouest-est, puis elle est dans une courbe à gauche lorsqu'elle croise à niveau la route D 421 peu avant son passage en gare de Lestre - Quinéville. À la sortie de la gare la ligne coupe la D 14 avant de finir la courbe sur la gauche pour s'installer en direction du nord en longeant la côte avec de longues courbes, pour rejoindre la halte de Morsalines. En repartant le tracé devient rectiligne toujours en direction du nord et plus proche du rivage, avant d'arriver à Quettehou, elle entame une courbe serrée sur la droite puis entre en gare. Dès le départ la ligne poursuit sa courbe pour arriver sur un axe est-ouest, à 90o de sa route précédente, qui sur un tracé parfaitement rectiligne rejoint la gare en impasse de Saint-Vaast-la-Hougue, établie sur le bord du rivage. Juste avant l'arrivée en gare une voie se détache sur la gauche pour rejoindre et desservir le port.
La gare étant impasse il faut aller en rebroussement en direction de l’ouest, croiser de nouveau la rue des scieries puis la rue d'Isamberville, avant d'arriver au point de jonction où la ligne en direction de Barfleur se débranche sur la droite. Le tracé suit une courbe à droite qui permet de contourner la ville, en croisant de niveau, la rue de Morsalines puis la rue du Maréchal Foch D 1, ce croisement ayant un passage à niveau gardé. La ligne prend en direction du Nord, puis, en suivant un axe rectiligne, rejoint la gare de Réville. Elle s'éloigne de cette gare par une longue courbe à gauche pour suive, en direction du Nord Ouest, une longue ligne droite qui coupe la route de Barfleur, à l'arrêt d'Anneville en Saire. Puis, toujours sur cet axe rectiligne, la ligne rejoint la gare de Valcanville. Elle reprend par une longue courbe à droite pour prendre la direction du Nord Est, traverser la halte de Montfarville avant de rejoindre la gare de Barfleur sur le bord du rivage. La voies poursuit sur les quais du port avant de s'en éloigner par une courbe à gauche pour prendre la direction de la gare de Cherbourg-Barfleur.

### Gares et arrêts
Voir schéma de ligne